# Krattigen
Krattigen (toponimo tedesco) è un comune svizzero di 1 128 abitanti del Canton Berna, nella regione dell'Oberland (circondario di Frutigen-Niedersimmental).

## Geografia fisica
Krattigen si affaccia sul Lago di Thun.

## Monumenti e luoghi d'interesse
- Chiesa riformata[1].

## Società

### Evoluzione demografica
L'evoluzione demografica è riportata nella seguente tabella:
Abitanti censiti

## Amministrazione
Ogni famiglia originaria del luogo fa parte del cosiddetto comune patriziale e ha la responsabilità della manutenzione di ogni bene ricadente all'interno dei confini del comune.